# Christian Konrad Sprengel
Christian Konrad Sprengel (* 22. September 1750 in Brandenburg an der Havel; † 7. April 1816 in Berlin) war ein preußischer, deutscher Theologe, Botaniker und Naturkundler. Sein offizielles botanisches Autorenkürzel lautet „C.K.Spreng.“  

## Leben und Wirken

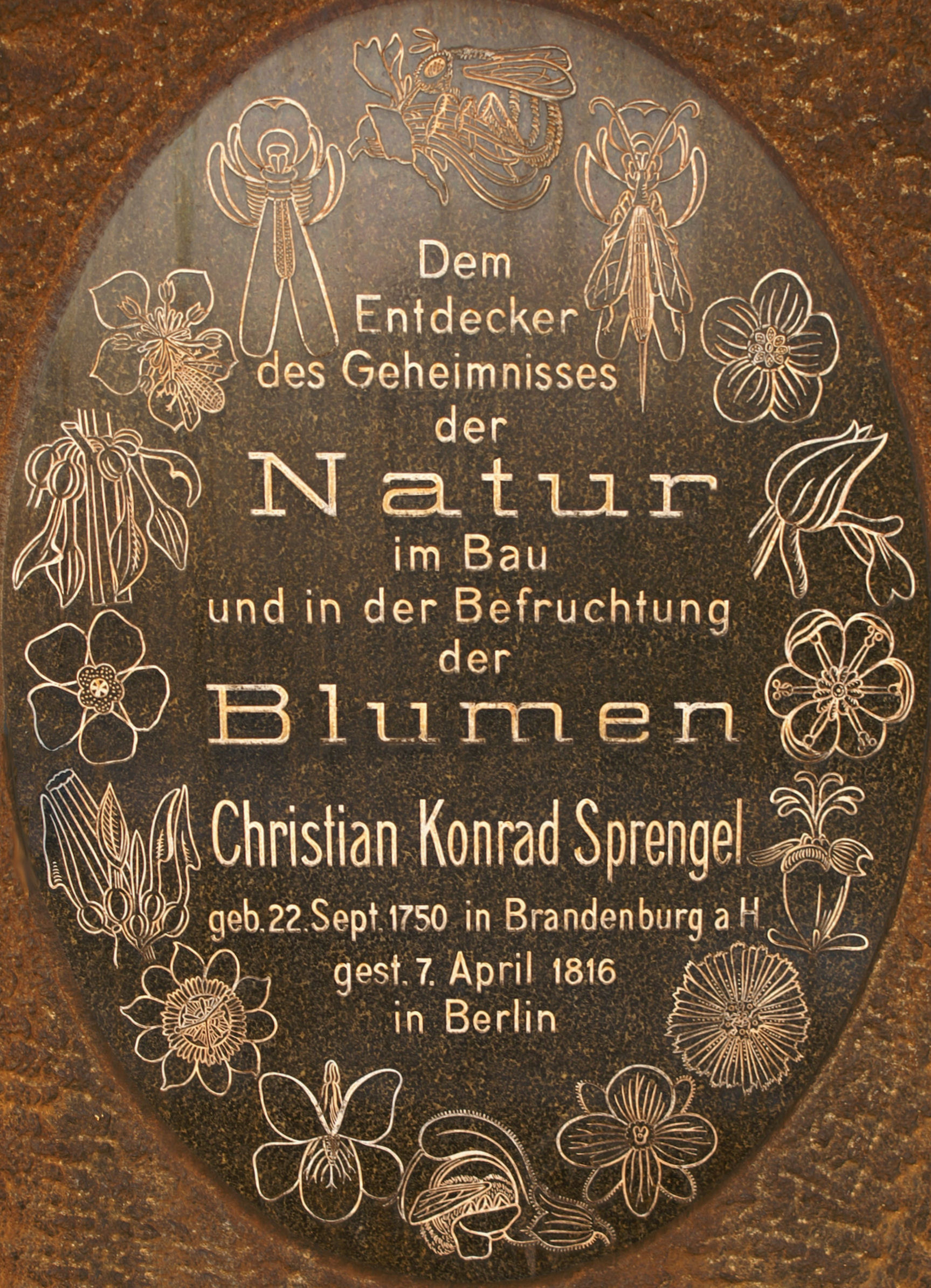
Gedenktafel an Sprengel im Botanischen Garten Berlin

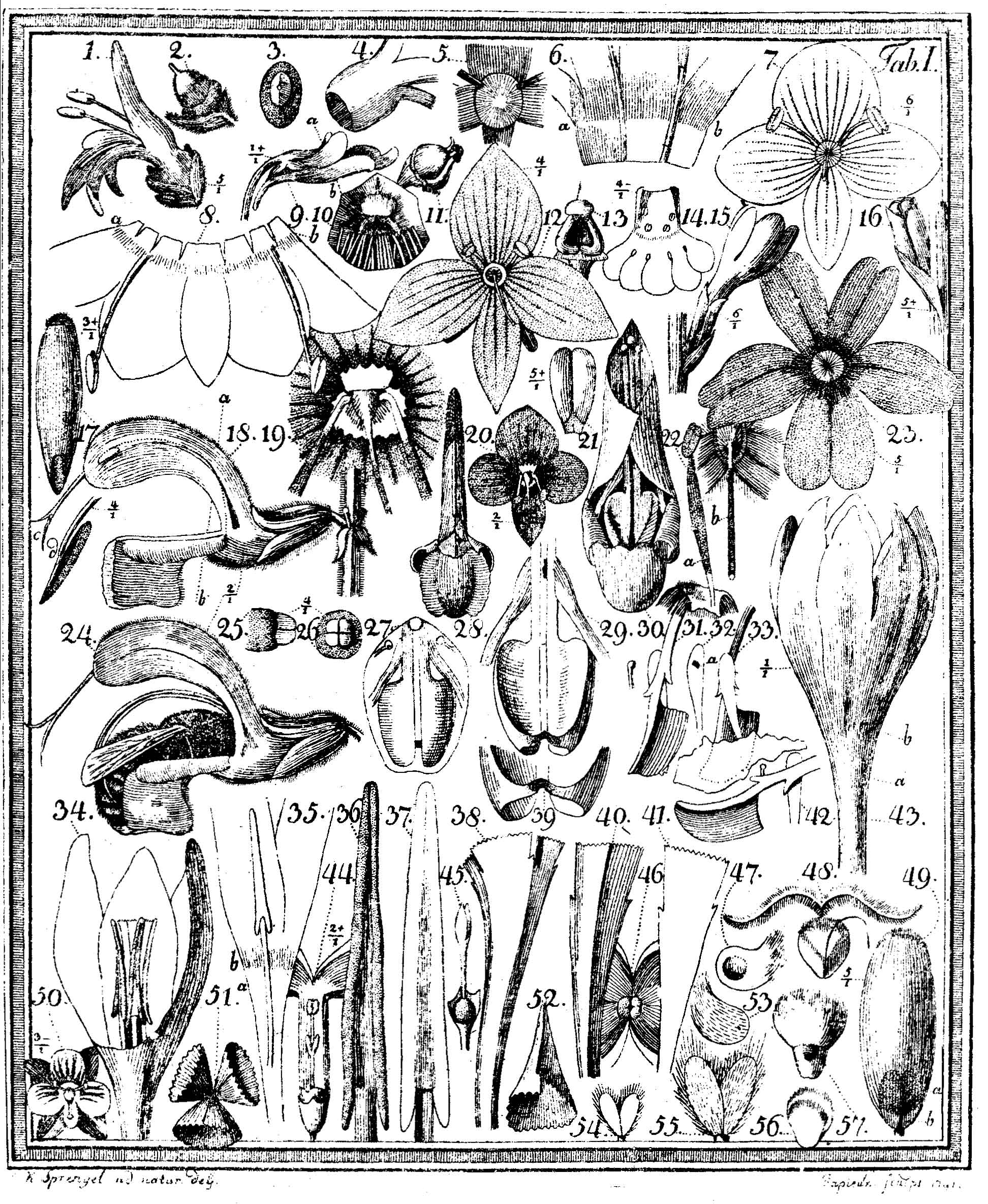
Abbildung aus Das entdeckte Geheimnis der Natur im Bau und der Befruchtung der Blumen

Sprengel studierte Theologie und Philosophie in Halle und war seit 1774 zunächst Lehrer in Berlin und von 1780 bis 1794 Rektor des Gymnasiums in Spandau bei Berlin. Er unterrichtete  Deutsch, Latein, Griechisch, Französisch, Religion, Mathematik und Naturkunde. Er bekam aber Ärger mit den kirchlichen Vorgesetzten durch Vorschläge zur Verkleinerung oder Trennung von Klassen und zur Verkürzung von Andachten oder Gebeten. Er wurde danach wegen des Vorwurfs grober Erziehungsmethoden oder Misshandlungen krank und musste den Schuldienst 1794 wegen angeblicher Vernachlässigung seiner Pflichten sogar verlassen. Nach seiner vorzeitigen Pensionierung lebte er als Privatgelehrter in Berlin. Er gab nun Privatunterricht und beschäftigte sich auf  Anraten seines Arztes Ernst Ludwig Heim mit der Natur.
Seit etwa 1787 erforschte Sprengel die Bestäubung von Blüten und die Wechselbeziehungen von Pflanzen und Insekten. 1790 entdeckte er unter anderem beim Schmalblättrigen Weidenröschen die Fremdbestäubung. Mit seinem bahnbrechenden Werk Das entdeckte Geheimnis der Natur im Bau und in der Befruchtung der Blumen (Berlin 1793) war er der Begründer der modernen Blütenökologie. Zu seinen Lebzeiten blieb ihm jedoch die Anerkennung für seine grundlegenden Arbeiten versagt. Prominentester Gegner der Entdeckung Sprengels war Goethe, der ihm vorwarf, der Natur einen menschlichen Verstand zu unterlegen. Richtige Anerkennung erfuhr Sprengels Werk aber erst viele Jahre nach seinem Tod durch Charles  Darwin.
Christian Konrad Sprengel starb 1816 im Alter von 65 Jahren in Berlin. Beigesetzt wurde er auf dem Friedhof der Dorotheenstädtischen und Friedrichswerderschen Gemeinden. Das Grabmal ist nicht erhalten.

## Ehrungen
Die Christian-Konrad-Sprengel-Oberschule in Berlin-Spandau, die Konrad-Sprengel-Grundschule und die Sprengelstraße in Brandenburg an der Havel erinnern an den bedeutenden Sohn der Stadt. Ferner sind die Sprengelstraßen in den Berliner Ortsteilen Berlin-Spandau, Wedding und Wilhelmstadt in Spandau nach ihm benannt, im Ortsteil Lichterfelde erinnert heute noch ein Denkmal im Botanischen Garten an den großen Botaniker.
Nach Sprengel benannt ist die Pflanzengattung Sprengelia Sm. aus der Familie der Heidekrautgewächse (Ericaceae).

## Werke
- Das entdeckte Geheimnis der Natur im Bau und in der Befruchtung der Blumen, 1793. Digitalisat und Volltext im Deutschen Textarchiv

- Die grundlegende Arbeit für die Lehre von der Bestäubung der Blüten und Insekten; die Nützlichkeit der Bienen und die Notwendigkeit der Bienenzucht, von einer anderen Seite dargestellt, 1811[3]